# Sinningia rosea
Sinningia rosea là một loài thực vật có hoa trong họ Tai voi. Loài này được (H.E. Moore & R.G. Wilson) H.E. Moore miêu tả khoa học đầu tiên năm 1973.